# Gwion
Gwion eller Gwion bach ("lille Gwion") var en gestalt i keltisk mytologi som hade till uppgift att röra om i vishetens gryta hos häxan Ceridwen.
Gwion suger på sin tumme efter att droppar från grytan stänkt på honom och blir på så sätt allvetande. Ceridwen jagar honom därefter under en episod av ständiga gestaltbyten, till dess hon i skepnad av en höna sväljer honom i ett sädeskorns gestalt. Hon återföder honom senare som profetbarden Taliesin. Jämför Sigurd Fafnesbane.